# 菊地亜沙美
菊地 亜沙美（きくち あさみ、1985年11月16日 - ）は、元プラチナムプロダクション所属のグラビアアイドル、レースクイーン、タレント。
宮城県出身、血液型はAB型。愛称は「あーちゃん」。

## 来歴
- 2006年、同じ事務所の丸居沙矢香、木口亜矢と共に2006SUPER GTイメージガール『4☆TUNE』として活動。同グループではリードヴォーカルを担当した。
- 2007年、2007D1グランプリイメージガール『D Sign』に就任。2008年も引き続きイメージガールを務めた。
- 2011年3月24日、アメーバブログを立ち上げる。4☆TUNEメンバーとしては最も遅いアメブロデビューとなった。
- 2012年2月8日、自身のブログで前年11月にプラチナムプロダクションを退所したことを明かした[1]。

## 人物
- 兄が2人いる[2]。
- 無類のゲーマーでもあり、カプコンのPS3版『ロスト プラネット 2』の最高難度エクストリームを全てクリアしている。

## リリース作品

### DVD
- 「Crescendo」（ラインコミュニケーションズ、2006年6月20日発売）

### CD（4☆TUNEとして）
- 「SUPER EUROBEAT presents SUPER GT 2006」（avex trax、2006年5月3日発売） - 曲名「BE YOUR EMOTION」
- 「SUPER EUROBEAT presents SUPER GT 2006　~SECOND ROUND~」（avex trax、2006年9月6日発売） -  曲名「SAY YOU'LL BE MINE」

## 出演

### OVA
- 技の旅人（2011年） - アサミ 役

### web
- 最新ゲーム情報バラエティ番組『ゲッチャ』